# Diedorf (Bawaria)
Diedorf – gmina targowa w Niemczech, w kraju związkowym Bawaria, w rejencji Szwabia, w regionie Augsburg, w powiecie Augsburg. Leży w Parku Natury Augsburg – Westliche Wälder, około 8 km na zachód od Augsburga, nad rzeką Schmutter, przy drodze B300, B10 i linii kolejowej Ulm-Augsburg.

## Dzielnice
Anhausen, Biburg, Diedorf, Hausen, Kreppen, Lettenbach, Oggenhof, Vogelsang i Willishausen

## Osoby urodzone w Diedorfie
- Bernhard Langer, golfista

## Polityka
Wójtem gminy jest bezpartyjny Otto Völk, rada gminy składa się z 24 osób.
|      | CSU | SPD | FWV | Zieloni | Bürgerunion Diedorf | Razem |
| 2008 | 10  | 4   | 2   | 2       | 6                   | 24    |
| 2002 | 12  | 5   | 1   | 2       | 4                   | 24    |